# 微软POSIX子系统
微软POSIX子系统（英語：Microsoft POSIX subsystem）是Windows NT家族操作系统的三个子系统之一（另两个是OS/2和Windows子系统）。
微软Windows只实现了POSIX标准的首个版本，即POSIX.1。POSIX.1的官方代码是ISO/IEC 9945-1:1990或IEEE标准1003.1-1990。引入此子系统是因为1980年代美國聯邦政府在聯邦資料處理標準（FIPS）151-2中列出的要求。 Windows NT 3.5、Windows NT 3.51和Windows NT 4被认定完全兼容FIPS 151-2。
此子系统是由两个文件提供的运行时环境：psxss.exe和psxdll.dll。POSIX应用程序使用psxdll.dll与此子系统通信，以及posix.exe在Windows桌面上提供显示功能。
此POSIX子系统在Windows XP和Windows Server 2003中已被移除。它被使用Interix子系统的“Windows Services for UNIX”取代。